# Nowiny (Kalisz)
Pour les articles homonymes, voir Nowiny.
Nowiny est une localité polonaise de la gmina de Mycielin, située dans le powiat de Kalisz en voïvodie de Grande-Pologne.